# Михайлов, Алексей Юрьевич (1987)
Алексе́й Ю́рьевич Миха́йлов (род. 31 марта 1987, Королёв, Московская область, СССР) — российский учёный-экономист, кандидат экономических наук. Доцент Финансового университета при Правительстве РФ с 2013 года, заведующий лабораторией по разработке алгоритмов искусственного интеллекта с 2017 года.
Эксперт Минобрнауки, Российского научного фонда, Кубанского научного фонда с 2022 года. Эксперт РБК по искусственному интеллекту с 2023 года. Сотрудник Института Китая и современной Азии РАН, приглашённый профессор Китайского нефтяного университета и приглашённый профессор Университета Брунея-Даруссалама с 2022 года. Научный сотрудник Западно-Каспийского университета и Бакинского евразийского университета с 2024 года.

## Биография
Алексей Юрьевич Михайлов родился 31 марта 1987 года в Королёве. В 2009 году окончил Финансовую академию при Правительстве РФ по специальности «Государственное и муниципальное управление». В 2013 году окончил Институт экономики РАН по специальности «Экономика».
Экономист Банка России с 2007 года по 2011 год. В 2013 году защитил кандидатскую диссертацию по специальности «Финансы, денежное обращение и кредит» на тему «Оценка эффективности использования активов инвестиционного фонда» (научный руководитель — Олег Сухарев). С 2013 года
С 2013 года — научный сотрудник Центра финансовых исследований Научно-исследовательского института финансовых исследований Министерства финансов РФ. С 2017 года — заведующий лабораторией «Томсон Рейтер» Департамента банковского дела и финансовых рынков Финансового университета при Правительстве РФ. Также является заместителем директора Научно-исследовательского центра денежно-кредитных отношений.

## Научные труды
Работал в области исследований по различным аспектам искусственного интеллекта (ИИ), DeFi, поведенческой теории экономики, возобновляемых источников энергии, моделей для прогнозирования цен на активы, управления инновациями, оценки инвестиционных проектов, а также новой институциональной экономики, публикуя статьи в международных реферируемых журналах. Научные интересы — ИИ, машинное обучение, устойчивое развитие, финансовые рынки, криптография, инновации. Специализируется на ИИ, энергетике, экономике, эконометрике и финансах, бизнесе, менеджменте и бухгалтерском учёте, экологии, материаловедении, математике, информатике, психологии, социальных науках.
В 2013—2025 годах разработал и преподает учебные курсы: токеномика, цифровой бизнес, информационные технологии в банках, производные финансовые инструменты, основы трейдинга, финансовые рынки, проектный менеджмент, создание команды проекта, управление международными проектами.
Является приглашённым редактором нескольких спецвыпусков международных журналов. Состоит или состоял в редакционных коллегиях международных журналов: International Journal of Energy Research, Journal of Open Innovation: Technology, Market, and Complexity, Orbis, Journal of Advanced Thermal Science Research, Thermal Science and Engineering, Green and Low-Carbon Economy, International Journal of Energy Economics and Policy. Также состоит или состоял в редакционной коллегии «Банковское дело», «E-management», «Финансовый журнал».
Приглашённый эксперт на международной конференции REPA 2022. Ключевой докладчик на 6-я Международной конференции по энергетике и устойчивому развитию (ICES2024), Investfunds Forum (2024), Форуме цифровой экономики ШОС (Тяньцзинь, июль 2025), Втором российском форуме отрасли промышленного майнинга (октябрь 2025). Эксперт в РБК. Спикер на международной конференции Mountains: Biodiversity, Landscapes and Cultures (Баку, ноябрь 2024), ESG Corporate Dynamics: the Challenges for Emerging Capital Markets (Москва, ноябрь 2024).
Приглашенный профессор курса Renewable Energy Consumption and Economic Growth (2022), Energy Market Risks and Regulation в Школе экономики и менеджмента Китайского нефтяного университета (2023, 2024). Приглашенный профессор и ключевой докладчик Симпозиума в Университете Брунея-Даруссалама 7 августа 2024 года.
Автор свыше 50 научных публикаций и материалов конференций, индексируемых в Scopus и Web of Science, автор свыше 200 научных публикаций, индексируемых в соответствующих научных базах данных, и автор 8 научных монографий. Также является автором и соавтором нескольких монографий, учебных пособий. По состоянию на июль 2025 года, имеет самый высокий среди российских экономистов индекс Хирша: по версии Web of Science — 29, по версии Scopus — 51, по версии Google Scholar — 58. Входит в 2 % самых цитируемых учёных (на август 2024 года), входит в топ цитируемых молодых учёных по версии MDPI(2024).
Принимал участие в специальных сессиях корейского Общества открытых инноваций (SOI). Является членом Совета молодых учёных Финансового университета при Правительстве РФ, Ассоциации финансовых рынков ACI Russia, Совета по профессиональным квалификациям финансового рынка, Российской ассоциации криптоиндустрии и блокчейна.
Совместно со своим коллективом сформировал теорию цен на криптоактивы и развил теорию общего искусственного интеллекта. С Ю. Н. Соцковым внёс вклад в развитие теории расписаний в рамках проекта РНФ. Сформировал базу данных источников генерации возобновляемой энергии и выбросов двуокиси углерода, используемой для анализа методами искусственного интеллекта и нечеткой логики. Кроме этого, создал базу данных для прогнозирования цен на нефть BRENT, WTI, URALS и дисконтов и базу данных показателей эффективности пенсионных систем стран мира, полученных с помощью искусственного интеллекта и нечеткой логики.
Свободно говорит и преподаёт на английском языке.

## Награды
- Премия «Открытие года» от «КноРус» (2019).
- Премия за лучшую научную и учебную публикацию V Международного конкурса «Академус» в номинации «Экономика и управление. Учебная литература» (2019)[36].
- Премия ректора Финуниверситета в номинации «За вклад в развитие научно-исследовательской деятельности» (2020)[37];
- Награда «Лучший учебник (учебное пособие) для вузов и послевузовского образования» на VII Всероссийском инновационном общественном конкурсе на лучший учебник, учебное пособие и монографию (2020)[38].

## Публикации

### 2025
- Rahadian, D., Firli, A., Dinçer, H., Yüksel, S., Mikhaylov, A. (2025). Analysing the financial innovation-based characteristics of stock market efficiency using fuzzy decision-making technique. Financial Innovation, 11, 43.
- Krechko, O., Mikhaylov, A. (2025). Global electricity generation from renewable sources using fuzzy sets and spatial analysis: revolution in solar and wind energy in BRICS countries. Quality and Quantity, 59, 1553—1571.
- Mikhaylov, A., Bhatti, M.I.M. (2025). The link between DFA portfolio performance, AI financial management, GDP, government bonds growth and DFA trade volumes. Quality and Quantity, 59, 339—356.
- Mikhaylov, A., Yousif, N.B.A., Dincer, H., Yüksel, S., Karpyn, Z. (2025). Analysis of the knowledge and innovation-based customer expectations for the green crypto assets in investment strategies using artificial intelligence and facial expression-based fuzzy modelling. Quality and Quantity,
- Kalkavan, H., Yuksel, S., Eti, S., Dincer, H., Mikhaylov, A., Pinter, G. (2025). Strategy Recommendations for Minimizing Economic Inequalities Increased by Renewable Energy Investments Regarding Sustainable Development. Sustainable Energy Technologies and Assessments, 75, 3, 104225,
- Xu, L., Cherian, J., Alturise, F., Alkhalaf, S., Mikhaylov, A., Comite, U. (2025). Artificial Intelligence Attitude and Innovative Performance in Emerging Economy: The Mediating Roles of AI Supportive Autonomy, AI Big Data Analytics. Journal of Global Information Management, 33, 1, 1-35.
- Gaber, E. S., Mikhaylov, A., Baranyai, N., Ahmed, M., Hemeida, M. (2025). Optimal load frequency control system for two-area connected via AC/DC link using cuckoo search algorithm. Virtual Reality and Intelligent Hardware, 7, 3, 299—316.
- Galala, A., Nazir, U., Ayadi, M., Garalleh, H. A., Mikhaylov, A., Baranyai, N. (2025). Predicting simulations of entropy generation with multiple nanoscales towards cylinder/surface engaging non-Fourier law: Energy systems and power generation. Results in Engineering, 26, 6, 105428.
- Shah, F. A., Mikhaylov, A., Haq, E.U. (2025). Numerical Framework for Investigating MHD Heat and Mass Transfer in Nanofluid Flow over 2-D boundary layers in a porous medium: A Variation of Parameters Method Approach. Results in Engineering, 25, 3, 103547.
- Dinçer, H., Yüksel, S., Eti, S., Gökalp, Y., Mikhaylov, A., Karpyn, Z. (2025). Effective waste management in service industry: Fuzzy-based modelling approach for strategic decision-making. Waste Management & Research, 43, 3, 438—451.
- Duan, F., Ali, A.B., Jasim, D.J., Mikhaylov, A., Karpyn, Z., Sharma, V. (2025). Parameters estimation of PV models using a novel hybrid equilibrium optimization algorithm. Energy Exploration & Exploitation, 43, 3, 990—1020.
- Hassan, A.T., Rashwan, A.F., Mosa, M.R., Mohamed, T.H., Mikhaylov, A., Hemeida, A., Karpyn, Z. (2025). Sine cosine optimization and balloon effect for adaptive load frequency control in microgrids with consirning of controlled loads. Journal of Low Frequency Noise, Vibration and Active Control, 44, 2.
- Chen, T-H., Chang, H.W., Mikhaylov, A., Chang, T. (2025). Revisit Energy Consumption, Economic Growth and Carbon Dioxide Emissions Links in Transition Countries using a New Developed Quantile on Quantile Approach. Applied Economics, 57, 6, 583—599.
- Mikhaylov, A., Yousif, N.B.A., An, J. (2025). How High Efficiency of the Chilean stock Market Does Impact on Energy Transition? Research Using Deep Seek AI Optimization. Finance: Theory and Practice, 29, 1, 181—194.
- Volkova, Y., Bykowa, E., Pirogova, O., Barykin, S., Rodionov, D., Sonts, I., Mottaeva, A., Mikhaylov, A., Morkovkin, D., Yousif, N.B.A., Senjyu, T., Shah, F.A. (2025). Assessing Ecological Impacts of Urban Land Valuation: AI and Regression Models for Sustainable Land Management. Research in Ecology, 7, 2, 192—208.
- Luoga, R., Nyangarika, A., Mkunda, J., Mikhaylov, A., Barykin, S., Buniak, V., Solodchenkova, O., Kucher, A., Yousif, N.B.A., Senjyu, T., Shah, F.A (2025). Ecological Impact in Northern Tanzania Using Heckman AI Two-Step Selection Model. Research in Ecology, 7, 3, 72-88,
- Mikhaylov, A., Barykin, S., Dinets, D., Buniak, V., Solodchenkova V., Kucher, A., Shevchuk, E., Kompaniitseva, O., Yousif, N.B.A., Senjyu T., Abramov, V., Khan, N.U. (2025). Smart Ecotourism and Natural Ecology in Kazakhstan. Research in Ecology, 7(3), 89-103.

### 2024
- An, J., Mikhaylov, A., Chang, T. (2024). Relationship between the popularity of a platform and the price of NFT assets. Finance Research Letters, 61, 3, 105057.
- Dinçer, H., Yüksel, S., An, J., Mikhaylov, A. (2024). Quantum and AI-based uncertainties for impact-relation map of multidimensional NFT investment decisions. Finance Research Letters, 66, 8, 105723.
- Alim, W., Khan, N.U., Zhang, V.W., Cai, H.H., Mikhaylov, A., Yang, Q. (2024). Influence of political stability on the stock market returns and volatility: GARCH and EGARCH approach. Financial Innovation, 10, 139.
- Rahadian, D., Firli, A., Dinçer, H., Yüksel, S., Mikhaylov, A., Ecer, F. (2024). A hybrid neuro fuzzy decision-making approach to the participants of derivatives market for fintech investors in emerging economies. Financial Innovation, 10, 37.
- Sennary, H.A., Abozaid, G., Hemeida, A., Mikhaylov, A. (2024). Detection of hate: speech tweets based convolutional neural network and machine learning algorithms. Scientific Reports, 14, 28870.
- Dinçer, H., Yüksel, S., Eti, S., Gökalp, Y., Mikhaylov, A., An, J. (2024). Prioritizing customer and technical requirements for microgrid battery integration via a house of quality-driven decision-making approach. Scientific Reports, 14, 28358.
- Irshad A.S., Elkholy M.L., Alshammari N.F., Ludin G.A., Senjyu T., Pinter G., Mikhaylov A. (2024). Novel Approach for Energy Balancing with Intermittent Renewable Energy Source Using Multi-Objective Genetic Algorithm. IEEE Access, 12, 179318-179329.
- Shah, F. A., Zamir, T., Akbar, N. S., Mikhaylov, A. (2024). Levenberg-Marquardt Design for Analysis of Maxwell Fluid Flow on Ternary Hybrid Nanoparticles Passing over a Riga Plate Under Convective Boundary Conditions. Results in Engineering, 24, 12, 103502.
- Dincer, H., Yüksel, S., Pinter, G., Mikhaylov, A. (2024). Understanding the market potential of crypto mining with quantum mechanics and golden cut-based picture fuzzy rough sets. Blockchain: Research and Applications, 5, 4, 100230.
- An, J., Mikhaylov, A. (2024). Technology-Based Forecasting Approach for recognizing trade-off between time-to-market reduction and devising a scheduling process in open innovation management. Journal of Open Innovation: Technology, Market, and Complexity, 10, 1, 100207.
- Wang, M. C., Chang, T., Mikhaylov, A., Linyu, J. (2024). A measure of quantile-on-quantile connectedness for the US treasury yield curve spread, the US Dollar, and gold price. North American Journal of Economics and Finance, 74, 102232.
- Rahman, M.M., Mikhaylov, A., Bhatti, M.I.M. (2024). The impact of investment in human capital on investment efficiency: a PLS-SEM approach in the context of Bangladesh. Quality and Quantity, 58, 4959-4986.
- Yamamoto, S., Furukakoi, M., Uehara, A., Mikhaylov, A., Mandal, P., Senjyu, T. (2024). MPC-based Robust Optimization of Smart Apartment Building Considering Uncertainty for Conservative Reduction. Energy and Buildings, 318, 9, 114461.
- Jargalsaikhan, N., S., Masahiro, F., Matayoshi, H., Mikhaylov, A., Byambaa, S., Senjyu, T. (2024). Exploring influence of air density deviation on power production of wind energy conversion system: Study on correction method. Renewable Energy, 2120, 119636.
- Irshad, S.A., Zakir, M.N., Rashad, S.S., Lotfy, E.M., Mikhaylov, A., Elkholy, M.H., Pinter, G., Senjyu, T. (2024). Comparative analyses and optimizations of hybrid biomass and solar energy systems based upon a variety of biomass technologies. Energy Conversion and Management: X, 23, 7, 100640.
- Hemeida, A.M., Bakry, O., Alkhalaf, S., Mikhaylov, A., Zobaa, A.F., Senjyu, T., Mikhailef, S., Dardeer, M. (2024). Impact of loading capability on optimal location of renewable energy systems distribution networks. Ain Shams Engineering Journal, 15, 1, 102340.
- Eti, S., Yüksel, S., Dinçer, H., Kalkavan, H., Hacioglu, U., Mikhaylov, A., Danish, M.S.S., Pinter, G. (2024). Assessment of technical and financial challenges for renewable energy project alternatives. Cleaner Engineering and Technology, 18, 100719.
- Yüksel, S., Eti, S., Dinçer, H., Gokalp, Y., Yavuz, D., Mikhaylov, A., Pinter, G. (2024). Prioritizing the indicators of energy performance management: A novel fuzzy decision-making approach for G7 service industries. Environmental Research Communications, 6, 1, 015003.
- Dinçer H., Yüksel S., Mikhaylov A., Pinter G., Grigorescu A. (2024). Network mapping of climate change priorities in USA: golden cut bipolar q-ROFSs. Environmental Research Communications, 6, 6, 065008.
- Yüksel, S., Dinçer, H., Hacıoğlu, U., An, J., Mikhaylov, A., Karpyn, Z. (2024). An integrated expert recommender system approach to environmental service priorities in renewable energy. Environmental Research Communications, 6, 9, 095001.
- Datsyuk, P., Dinçer, H., Yüksel, S., Mikhaylov, A., Pinter, G. (2024). Comparative analysis of hydro energy determinants for European Economies using Golden Cut oriented Quantum Spherical fuzzy modelling and causality analysis. Heliyon, 10, 5, e26506.
- Mikhaylov, A., Chang, T., Mukhanova, A., Bukharbayeva, A., Karpyn, Z. (2024). Applying Theorem of Ross to Transition Probability Matrix in Energy Options Pricing after Political Tensions and Russia-Ukraine Conflict. Energy Exploration & Exploitation, 42, 5.
- Dinçer, H., Yuksel, S., Bhatti, M.I.M., Mikhaylov, A. (2024). EMAS III-based analysis of European eco-management for energy efficiency investments. Journal of Applied Accounting Research, 25, 4, 0216.
- Yuksel, S., Dincer, H., Mikhaylov, A. (2024). Analysis of market environment for smart grid technology investments via facial action coding system-enhanced hybrid decision-making model. International Journal of Innovation Sсіеnce, 16, 5, 0191.
- Shah, F. A., Waseem, M., Mikhaylov, A., Pinter, G. (2024). Modification Of Adomian Decomposition Technique In Multiplicative Calculus And Application For Nonlinear Equations. Partial Differential Equations In Applied Mathematics, 12, 12, 100902.
- Aysan, A. F., Yüksel, S., Eti, S., Dinçer, H., Akin, M. S., Kalkavan, H., Mikhaylov, A. (2024). A unified theory of acceptance and use of technology and fuzzy artificial intelligence model for electric vehicle demand analysis. Decision Analytics Journal, 11, 6, 100455.
- Mikhaylov, A., Bhatti, M.I.M., Dinçer, H., Yüksel, S. (2024). Integrated decision recommendation system using iteration-enhanced collaborative filtering, golden cut bipolar for analyzing the risk-based oil market spillovers. Computational Economics, 63, 1, 305—338.
- Stepanova, D., Yousif, N. B. A., Karlibaeva, R., Mikhaylov, A. (2024). Current analysis of cryptocurrency mining industry. Journal of Infrastructure, Policy and Development, 8(7), 4803.
- Moiseev, N., Savina, N., Maksimov, D, Mikhaylov, A, Karpyn, Z., Barykin, S., An, J., Senjyu, T. (2024). Econometric forecasting of production matrix by total output in the framework of interindustry balance: Evidence from European firms. Journal of Infrastructure, Policy and Development, 8(9), 7063.
- Sedova, M., Guz, N., Dorofeev, M., Balynin, I., Burdelova, T., Mikhaylov, A. (2024). Family benefits public spending: centralization or decentralization? Journal of Infrastructure, Policy and Development, 8(10), 7881.
- Smykova, M., Dorofeev, M., Yousif, N.B.A, Stepanova, D., Mikhaylov, A. (2024). Level of social security expenditures and economic growth rate based on econometric regression modelling: New evidence from OECD countries. Journal of Infrastructure, Policy and Development. 8(11), 6431.
- Dedukhina, N., Cherkesova, T., Uandykova, M., Stepanova, D., Yeleukulova, A, Dorofeev, M., Ivanyuk, V., Mikhaylov, A., Talapbayeva, G. (2024). Directions of transformation of the financial market infrastructure. Journal of Infrastructure, Policy and Development. 8(12), 6531.
- An, J., Mikhaylov, A., Yousif, N.B.A. (2024). Financial and investment model for social security and sustainable economic growth. Finance: Theory and Practice, 28(5), 133—145.
- Danish, M.S.S., Ueda, S., Furukakoi, M., Dinçer, H., Shirmohammadi, Z., Khosravy, M., Mikhaylov, A., Senjyu, T. (2024). Techno-Economic Modeling of Diverse Renewable Energy Sources Integration: Achieving Net-Zero CO2 Emissions. IEEJ Transactions on Electrical and Electronic Engineering.
- Sotskov, Y., Mikhaylov, A., Mutaliyeva, L., Stepanova, D., Chang, T., Barykin, S., & Zadehbagheri, M. (2024). A Mixed Neuro Graph Approach with Gradient Boosting to Hybrid Job-Shop Scheduling to Minimize a Regular Function of Job Completion Times and Numbers of Used Machines. Contemporary Mathematics, 5(4), 5168-5177.
- Mikhaylov, A. (2024). An Overview of the Roles of Inverters and Converters in Microgrids. In: Danish, M.S.S. (eds) Unified Vision for a Sustainable Future. CEGS 2024. Springer, Cham.
- Mikhaylov, A. (2024). Energy Efficiency Management in China. In: Dinçer, H., Yüksel, S., Deveci, M. (eds) Decision Making in Interdisciplinary Renewable Energy Projects. Contributions to Management Science. Springer, Cham.
- Ivanyuk, V., Shuvalov, K., Mikhaylov, A., Akhobadze, G., Kachalov, D., Martynova, A. (2024). Modelling of Carbon Dioxide Emission Influencing Factors. 2024 17th International Conference on Management of Large-Scale System Development (MLSD), 1-4.

### 2023
- Mikhaylov A., Dinçer, H., Yüksel, S. Analysis of financial development and open innovation oriented fintech potential for emerging economies using an integrated decision-making approach of MF-X-DMA and golden cut bipolar q-ROFSs. Financial Innovation, 9, 4.
- Moiseev N., Mikhaylov A., Dinçer, H., Yüksel, S. Market capitalization shock effects on open innovation models in e-commerce: golden cut q-rung orthopair fuzzy multicriteria decision-making analysis. Financial Innovation, 9, 55.
- Wang, Q., Guo, J.; Li, R.; Mikhaylov, A; Moiseev, N. Does technical assistance alleviate energy poverty in sub-Saharan Africa countries? A new perspective on spatial spillover effects of technical assistance. Energy Strategy Reviews, 45, 101047.
- He H., Huang Y., Nakadomari A., Masrur H., Krishnan N., Hemeida A. M., Mikhaylov A., Omine E., Senjyu T. Potential and economic viability of green hydrogen production from seawater electrolysis using renewable energy in remote Japanese islands. Renewable energy, 202, 1436—1447
- Tamashiro, K., Omine, E., Krishnan, N., Mikhaylov, A., Hemeida, A. M., Senjyu, T. Optimal Components Capacity Based Multi-Objective Optimization and Optimal Scheduling based MPC-Optimization Algorithm in Smart Apartment Buildings. Energy & Buildings, 278, 112616,

### 2022
- An, J., Mikhaylov, A., Dinçer, H., Yüksel, S. Economic Modelling of Electricity Generation: Long Short-Term Memory and Q-Rung Orthopair Fuzzy Sets. Heliyon, 8(12), e12345,
- Mikhaylov, A., Bhatti. I.M., Dinçer, H., Yüksel, S. Integrated decision recommendation system using iteration-enhanced collaborative filtering, golden cut bipolar for analyzing the risk-based oil market spillovers. Computational Economics.
- Mikhaylov, A.. Efficiency of renewable energy generation in Russia. Anais da Academia Brasileira de Ciências, 94(4), e20191226.
- Bhuiyan, M. A., Dinçer, H., Yüksel, S., Mikhaylov, A., Danish, M. S. S., Pinter, G., Uyeh, D. D., Stepanova, D. Economic indicators and bioenergy supply in developed economies: QROF-DEMATEL and random forest models. Energy Reports, 8, 561—570.
- Dinçer, H., Yüksel, S., Mikhaylov, A., Pinter, G., Shaikh, Z. A. Analysis of renewable-friendly smart grid technologies for the distributed energy investment projects using a hybrid picture fuzzy rough decision-making approach. Energy Reports, 8, 11466-11477.
- Khan, A. A., Laghari, A. A., Gadekallu, T. R., Shaikh, Z. A., Javed, A. R., Rashid, M., Estrela, V. V., Mikhaylov, A. A drone-based data management and optimization using metaheuristic algorithms and blockchain smart contracts in a secure fog environment. Computers and Electrical Engineering, 102,108234.
- Bhuiyan, M. A., Zhang, Q., Khare, V., Mikhaylov, A, Pinter, G., Huang, X. Renewable Energy Consumption and Economic Growth Nexus—A Systematic Literature Review. Frontiers in Environmental Science. 10, 878394.
- Nyangarika A., Mikhaylov A., Muyeen S. M., Yadykin V., Mottaeva A, Pryadko I., Barykin, S., Fomenko, N., Rykov, G., Shvandar, K. Energy stability and decarbonization in developing countries: Random Forest approach for forecasting of crude oil trade flows and macro indicators. Frontiers in Environmental Science, 10, 1031343.
- Shaikh, Z. A, Kraikin, A., Mikhaylov, A., Pinter, G. Forecasting Stock Prices of Companies Producing Solar Panels Using Machine Learning Methods. Complexity, 2022, 9186265.
- Li, J., Dinçer, H., Yüksel, S, Mikhaylov, A., Barykin, S. E. Bipolar q-ROF hybrid decision making model with golden cut for analyzing the levelized cost of renewable energy alternatives. IEEE Access, 10.
- Dinçer, H., Yüksel, S, Mikhaylov, A., Barykin, S. E., Aksoy, T., Hacioğlu, U. Analysis of environmental priorities for green project investments using an integrated q-rung orthopair fuzzy modelling. IEEE Access, 10.
- Liu, Z., Panfilova, E., Mikhaylov, A., Kurilova, A. Assessing Stability in the Relationship Between Parties in Crowdfunding and Crowdsourcing Projects During the COVID-19 Crisis. Journal of Global Information Management (JGIM), 30(4), 1-18.
- Badr, A. M. N. A. A.; Mohamed, T. I.; Osman, N. A. Q.; Mikhaylov, A. A Review of Social Media Website Users’ Interaction Paths with Governmental Accounts during the COVID-19 Pandemic. Informatics, 9, 50.
- Barykin, S. E, Mikheev, A. A., Kiseleva, E. G, Putikhin, Y. E., Alekseeva, N. E., Mikhaylov, A. An Empirical Analysis of Russian Regions’ Debt Sustainability. Economies, 10(5), 100.
- Gura, D., Mikhaylov, A., Glushkov, S., Zaikov, M.; Shaikh Z. A. Model for estimating power dissipation along the interconnect length in single on-chip topology. Evolutionary Intelligence, 15, 2369—2373.
- Barykin, S. E., Kapustina, I. V., Sergeev, S. M., Daniali, S.M., Kopteva, L. A., Semenova, G. N., Pryadko, I. P., Mikhaylov, A., Baboshkin, P., Datsyuk, P., Senjyu, T. Financial logistics models based on systematic approach improving management solutions. F1000Research, 11, 570,
- Mehta, R., Verghese, J., Mahajan, S., Barykin, S., Bozhuk, S., Kozlova, N., Kapustina, I., Mikhaylov, A., Naumova, E., Dedyukhina, N. Consumers’ behavior in conversational commerce marketing based on messenger chatbots. F1000Research, 11(647).
- Kalinina, O. V., Barykin, S. E., Sergeev, S. M., Semenova, G. N., Fatkullina, A., Mikhaylov, A., De La Poza, E. Smart city perspectives in post-pandemic governance: Externalities reduction policy. F1000Research, 11, 1032.
- Mikhaylov, A., Yumashev, A., Kolpak, E. Quality of life, anxiety and depressive disorders in patients with extrasystolic arrhythmia. Archives of Medical Science, 18(2).
- Liu, Z.J., Panfilova, E., Mikhaylov, A., Kurilova, A. COVID-19 crisis impact on the stability between parties in crowdfunding and crowdsourcing. Wireless Personal Communications, 122, 915—930.
- Sediqi, M. M., Nakadomari, A., Mikhaylov, A., Krishnan, N., Lotfy, M. E., Yona, A., Senjyu, T. Impact of Time-of-Use Demand Response Program on Optimal Operation of Afghanistan Real Power System. Energies, 15, 296.
- Grilli, M. L., Valerini, D., Rizzo, A., Yilmaz, M., Song, C., Hu, G., Mikhaylov, A., Chierchia, R., Rinaldi, A. A comparative study of the mechanical and tribological properties of thin Al2O3 coatings fabricated by atomic layer deposition and radiofrequency sputtering. Physica Status Solidi A, 219(1), 2100398.
- Danish, M. S. S., Estrella‐Pajulas, L. L., Alemaida, I. M., Grilli, M. L., Mikhaylov, A., Senjyu, T. Green Synthesis of Silver Oxide Nanoparticles for Photocatalytic Environmental Remediation and Biomedical Applications. Metals, 12, 769.
- Mikhaylov, A. Sustainable Development and Renewable Energy: A New View to a Global Problem. Energies, 15, 1397.
- Mikhaylov, A.; Grilli, M.L. Machine Learning Methods and Sustainable Development: Metal Oxides and Multilayer Metal Oxides. Metals, 12, 836.
- Baig, U., Khan, A, A., Abbas, M. G., Shaikh, Z. A., Mikhaylov, A., Laghari, A. A., Hussain, B. M. Crucial causes of delay in completion and performance management of the construction work: study on the base of relative importance index. Journal of Tianjin University Science and Technology, 55(6).
- Yüksel, S., Dinçer, H., Mikhaylov, A., Adalı, Z., Eti, S. Key Issues for the Improvements of Shallow Geothermal Investments. In: Dinçer H., Yüksel S. (eds) Sustainability in Energy Business and Finance. Contributions to Finance and Accounting. Springer.
- Adalı, Z., Dinçer, H., Eti, S., Mikhaylov, A., Yüksel, S. Identifying New Perspectives on Geothermal Energy Investments, In: Dinçer, H. and Yüksel, S. (Ed.) Multidimensional Strategic Outlook on Global Competitive Energy Economics and Finance, Emerald Publishing Limited, Bingley, 1-11.
- Yüksel, S., Mikhaylov, A. The Effect of the Carbon Tax to Minimize Emission. In: Dinçer, H., Yüksel, S. (eds) Clean Energy Investments for Zero Emission Projects. Contributions to Management Science. Springer, Cham.
- Danish, M. S., Senjyu, T. S., Sabory, N. R., Mikhaylov, A. Interplay Consequences of COVID-19 on Global Environmental Sustainability. In M. Danish, & T. Senjyu (Ed.), Eco-Friendly and Agile Energy Strategies and Policy Development. IGI Global.
- Danish, M. S., Senjyu, T. S., Sabory, N. R., Mikhaylov, A. Lessons From COVID-19 Conferring Environmental Re-Engineering Opportunity. In M. Danish, & T. Senjyu (Ed.), Eco-Friendly and Agile Energy Strategies and Policy Development (pp. 99-118). IGI Global.

### 2021
- An, J., Mikhaylov, A., Jung, S.-U. A Linear Programming Approach for Robust Network Revenue Management in the Airline Industry. Journal of Air Transport Management, 91(3), 101979.
- Mikhaylov, A. Development of Friedrich von Hayekʼs theory of private money and economic implications for digital currencies. Terra Economicus, 19(1), 53-62.
- Daniali, S. M.; Barykin, S. E.; Kapustina, I. V.; Khortabi, F. M.; Sergeev, S. M.; Kalinina, O. V.; Mikhaylov, A.; Veynberg, R.; Zasova, L.; Senjyu, T. Predicting Volatility Index According to Technical Index and Economic Indicators on the Basis of Deep Learning Algorithm. Sustainability 2021, 13, 14011.
- Moiseev, N.; Sorokin, A.; Zvezdina, N.; Mikhaylov, A.; Khomyakova, L.; Danish, M. S. S. Credit Risk Theoretical Model on the Base of DCC-GARCH in Time-Varying Parameters Framework. Mathematics, 9, 2423.
- Candila, V.; Maximov, D.; Mikhaylov, A.; Moiseev, N.; Senjyu, T.; Tryndina, N. On the Relationship between Oil and Exchange Rates of Oil-Exporting and Oil-Importing Countries: From the Great Recession Period to the COVID-19 Era. Energies, 14, 8046.
- Khan, A. A.; Shaikh, Z. A.; Baitenova, L.; Mutaliyeva, L.; Moiseev, N.; Mikhaylov, A.; Laghari, A. A.; Idris, S. A.; Alshazly, H. QoS-Ledger: Smart Contracts and Metaheuristic for Secure Quality-of-Service and Cost-Efficient Scheduling of Medical-Data Processing. Electronics, 10, 3083.
- Liu, L., Kato, T., Mandal, P., Mikhaylov, A., Hemeida, A. M., Takahashi, H., Senjyu, T. Two cases studies of Model Predictive Control approach for hybrid Renewable Energy Systems. AIMS Energy, 9(6), 1241—1259.
- Tamashiro, K.; Alharbi, T.; Mikhaylov, A.; Hemeida, A. M.; Krishnan, N.; Lotfy, M. E.; Senjyu, T. Investigation of Home Energy Management with Advanced Direct Load Control and Optimal Scheduling of Controllable Loads. Energies, 14, 7314.
- Shaikh, Z. A.; Moiseev, N.; Mikhaylov, A.; Yüksel, S. Facile Synthesis of Copper Oxide-Cobalt Oxide/Nitrogen-Doped Carbon (Cu2O-Co3O4/CN) Composite for Efficient Water Splitting. Applied Sciences, 11, 9974.
- Bhuiyan, M. A., An, J., Mikhaylov, A., Moiseev, N., Danish, M. S. S. Renewable Energy Deployment and COVID‐19 Measures for Sustainable Development. Sustainability, 13(8), 4418.
- Conteh, F.; Takahashi, H.; Hemeida, A.M.; Krishnan, N.; Mikhaylov, A.; Senjyu, T. Analysis of Hybrid Grid-Connected Renewable Power Generation for Sustainable Electricity Supply in Sierra Leone. Sustainability, 13, 11435.
- Danish, M. S. S.; Senjyu, T.; Sabory, N.R.; Khosravy, M.; Grilli, M.L.; Mikhaylov, A.; Majidi, H. A. Forefront Framework for Sustainable Aquaponics Modeling and Design. Sustainability, 13(16), 9313.
- Uyeh, D. D., Asem-Hiablie, S., Park, T., Kim, K.-M., Mikhaylov, A., Woo, S., Ha, Y. Could Japonica Rice Be an Alternative Variety for Increased Global Food Security and Climate Change Mitigation? Foods, 10, 1869.
- Dong, B., Ikonnikova, I., Rogulin, R., Sakulyeva, T., Mikhaylov, A. Environmental-economic approach to optimization of transport communication in megacities. Journal of Environmental Science and Health, Part A, 56, 6, 660—666.
- Mukhametov, A., Bekhorashvili, A., Avdeenko, A., Mikhaylov, A. The Impact of Growing Legume Plants under Conditions of Biologization and Soil Cultivation on Chernozem Fertility and Productivity of Rotation Crops. Legume Research, 44(10), 1219—1225.
- Mutalimov, V., Kovaleva, I., Mikhaylov, A., & Stepanova, D. Assessing regional growth of small business in Russia. Entrepreneurial Business and Economics Review, 9(3), 119—133.
- Zhao, Q., Cherkasov, S. V., Avdeenko, A. P., Kondratenko, L. N. & Mikhaylov, A. Y. Integral Estimate of the Added Value of Agricultural Crops in the Synergetic Agriculture on the Example of Vicia Faba (Vicia faba L.). Polish Journal of Environmental Studies, 30(5), 4379-4387.
- Huang, Y., Masrur, H., Shigenobu, R., Hemeida, A.M., Mikhaylov, A., Senjyu, T. A Comparative Design of a Campus Microgrid Considering a Multi-Scenario and Multi-Objective Approach. Energies, 14, 2853.
- Huang, Y., Yona, A, Takahashi, H., Hemeida, A. M., Mandal, P., Mikhaylov, A., Senjyu, T., Lotfy, M.E. Energy Management System Optimization of Drug Store Operate Electric Vehicles Charging Station. Sustainability, 13(11), 6163.
- Saqib, A., Chan, T-H., Mikhaylov, A. and Lean, H. H. Are the Responses of Sectoral Energy Imports Asymmetric to Exchange Rate Volatilities in Pakistan? Evidence From Recent Foreign Exchange Regime. Frontiers in Energy Research, 9, 614463.
- Mikhaylov, A. Lichens as indicators of atmospheric pollution in urban ecosystems. Israel Journal of Ecology & Evolution, 67(1-2), 60-68.
- Alwaelya, S. A., Yousif, N. B. A. and Mikhaylov, A. Emotional Development in Preschoolers and Socialization. Early child development and care, 191, 16.
- An J., Mikhaylov A. Analysis of energy projects financial efficiency and renewable energy generation in Russia. Finance: Theory and Practice, 25(5), 79-91.
- Liu, L., Kato, T, Mandal, P., Mikhaylov, A, Hemeida, A. M. and Senjyu T. Multi-area Power System Load Frequency Control by using Model Predictive Control by Introducing Renewable Energy Sources. 2021 International Conference on Science & Contemporary Technologies (ICSCT), 1-6,
- Mikhaylov, A., Danish, M. S. S. and Senjyu, T. A New Stage in the Evolution of Cryptocurrency Markets: Analysis by Hurst Method, In Dinçer, H. and Yüksel, S. (Ed.) Strategic Outlook in Business and Finance Innovation: Multidimensional Policies for emerging Economies, Emerald Publishing Limited, Bingley, 35-45.
- Yüksel, S., Mikhaylov, A., Ubay, G. G., & Uyeh, D. D. The Role of Hydrogen in the Black Sea for the Future Energy Supply Security of Turkey. In S. Yüksel, & H. Dinçer (Ed.), Handbook of Research on Strategic Management for Current Energy Investments (pp. 1-15). IGI Global.
- Yuksel S., Khomyakova L. & Mikhaylov A. Energy Center Selection in G7 Industry with Fuzzy MOORA, In H. Dincer and S. Yuksel (Ed.), Handbook of Research on Strategic Management for Current Energy Investments (pp. 87-106). IGI Global. ISBN 9781799883357.
- Yüksel S., Mikhaylov A., Ubay G. G. Factors Causing Delay in the Installation of Nuclear Power Plants. In: Yüksel S., Dinçer H. (eds) Strategic Approaches to Energy Management. Contributions to Management Science. Springer, Cham.

### 2020
- An, J., Mikhaylov, A., Richter, U. H. (2020) Trade War Effects: Evidence from Sectors of Energy and Resources in Africa. Heliyon, 6(2), e05693.
- Danish, M.S.S., Bhattacharya, A., Stepanova, D., Mikhaylov, A., Grilli, M.L., Khosravy, M., Senjyu, T. (2020). A Systematic Review of Metal Oxide Applications for Energy and Environmental Sustainability. Metals, 10(12), 1604.
- An, J., Mikhaylov, A. (2020). Russian energy projects in South Africa. Journal of Energy in Southern Africa, 31(3).
- Moiseev, N., Mikhaylov, A., Varyash, I., Saqib, A. (2020). Investigating the relation of GDP per capita and corruption index. Entrepreneurship and Sustainability Issues, 8(1), 780—794.
- Yumashev, A., Ślusarczyk, B., Kondrashev, S., Mikhaylov, A. (2020). Global Indicators of Sustainable Development: Evaluation of the Influence of the Human Development Index on Consumption and Quality of Energy. Energies, 13, 2768.
- Varyash, I., Mikhaylov, A., Moiseev, N., Aleshin, K. (2020). Triple bottom line and corporate social responsibility performance indicators for Russian companies. Entrepreneurship and Sustainability Issues, 8(1), 313—331.
- Nie, D., Panfilova, E., Samusenkov, V., Mikhaylov, A. (2020) E-Learning Financing Models in Russia for Sustainable Development. Sustainability, 12(11), 4412.
- An, J., Mikhaylov, A., Jung, S.-U. (2020). The Strategy of South Korea in the Global Oil Market. Energies, 13(10), 2491.
- An, J., Mikhaylov, A., Kim, K. (2020) Machine Learning Approach in Heterogeneous Group of Algorithms for Transport Safety-Critical System. Applied Sciences, 10(8), 2670.
- Yumashev, А and Mikhaylov, А. (2020) Development of Polymer Film Coatings with High Adhesion to Steel Alloys and High Wear Resistance. Polymer Composites, 41(7), 2875—2880.
- Mikhaylov, A., Moiseev, N., Aleshin, K., Burkhardt, T. (2020). Global climate change and greenhouse effect. Entrepreneurship and Sustainability Issues, 7(4), 2897—2913.
- Dayong, N, Mikhaylov, A, Bratanovsky, S, Shaikh, Z. A., Stepanova, D. (2020). Mathematical modeling of the technological processes of catering products production. Journal of Food Process Engineering, 43(2).
- Mikhaylov, A. (2020). Cryptocurrency Market Analysis from the Open Innovation Perspective. Journal of Open Innovation: Technology, Market, and Complexity, 6(4), 197.
- Mikhaylov, A. (2020). Cryptocurrency Market Development: Hurst Method. Finance: Theory and Practice, 24(3), 81-91.
- Mikhaylov, A., Tarakanov, S. (2020). Development of Levenberg-Marquardt theoretical approach for electric network. Journal of Physics: Conference Series, 1515, 052006.
- Dooyum, U. D., Mikhaylov, A., Varyash, I. (2020). Energy Security Concept in Russia and South Korea. International Journal of Energy Economics and Policy. 2020, 10(4), 102—107.

### Статьи в российских журналах
- Михайлов А. Ю. Анализ экономических и структурных данных для прогнозирования цены криптоактивов // Банковское дело. — 2021. — № 3. С. 54-64.
- Михайлов А. Ю. Взаимосвязь между импортом энергоносителей и обменным курсом // Банковское дело. — 2020. — № 9. С. 44-49.
- Михайлов А. Ю. Влияние глобального изменения климата на глобальную экономику // Финансовые рынки и банки. — 2020. — № 2. С. 41-45.
- Мейнхард А. А., Михайлов А. Ю. Влияние волатильности цен биткоина на ценообразование альткоинов // Банковское дело. — 2020. — № 3. С. 43-52.
- Михайлов А. Ю., Мейнхард А. А. Влияние снижения вознаграждения майнеров на ценообразование биткоина // Финансы и кредит. — 2019. — Т. 25, № 11. — С. 2453—2467.
- Диденко В. Ю., Михайлов А. Ю., Морозко Н. И. Взаимосвязь цен на нефть и эффективности денежно-кредитной политики // Финансовая экономика, 4, 2019, С. 825—829.
- Михайлов А. Ю. Теоретические основы операций банка России на открытом рынке // Финансовые рынки и банки. — М., 2019.- № 1. С 58-64. № 2. С. 32-38. (РИНЦ).
- Михайлов А. Ю., Бурова Т. Ф. Ценообразование на рынке нефти и влияние на фондовые рынки // Финансы и кредит. — 2018. — Т. 24, № 1. — С. 123—143.
- Михайлов А. Ю. Ценообразование на рынке криптоактивов и взаимосвязь с фондовыми индексами // Финансы и кредит. 2018. Т. 24. № 3 (771). С. 641—651.
- Михайлов А. Ю. Теория оценки стоимости криптоактивов // Финансовая аналитика: проблемы и решения. — М., 2017. — Т.10. № 6. С. 691—700.
- Михайлов А. Ю. Индивидуальный инвестиционный счет в России // Банковское право. — М., 2017. — № 3. С. 38-44.
- Михайлов А. Ю. Взаимосвязь макроэкономических параметров и доходности российских государственных облигаций // Финансы и кредит — М., 2016. — № 48. С. 18-28.
- Михайлов А. Ю. Переток волатильности на рынке государственных облигаций стран еврозоны // Банковское дело — М., 2016. — № 9. С. 37-41.
- Михайлов А. Ю. Переток волатильности между фондовыми и валютными рынками в развивающихся экономиках // Банковское дело — М., 2016. — № 5. С. 55-62.
- Михайлов А. Ю. Государственный пенсионный фонд Норвегии (GPFG): оптимальное соотношение потребления и сбережения // Банковское дело — М., 2016. — № 3. С. 37-41.
- Степанова Е. А., Михайлов А. Ю. Определение приоритетности медицинских проектов // Национальные интересы: приоритеты и безопасность. 2015. № 40. C. 35-46.
- Михайлов А. Ю., Князева Е. О. Банк развития в структуре Шанхайской организации сотрудничества // Национальные интересы: приоритеты и безопасность. 2015. № 39. — C. 38-47.
- Михайлов А. Ю. Временная структура ставок государственных облигаций // Финансовая аналитика: проблемы и решения. — М., 2015. — № 38. С. 42-52.
- Михайлов А. Ю. Прогнозирование доходности российских государственных облигаций // Банковское дело — М., 2015. — № 9. С. 62-65.
- Михайлов А. Ю. Нефтегазовые доходы бюджета в 2015 году: прогноз и риски // Финансовый журнал. — М., 2015. — № 2. С. 47-54.
- Михайлов А. Ю. Факторы развития экономики России в 2015 году // Journal of Economic Regulation. — М., 2014.- Т5. № 4. — С. 62-69.
- Михайлов А. Ю. Аллокация ресурсов для метода критической цепи // Экономика и предпринимательство. — М., 2014. — № 11.- С. 536—539.
- Михайлов А. Ю. Эффективность использования активов инвестиционных фондов на основе GIPS // Экономика и предпринимательство. — М., 2013. — № 4. — С. 372—375.
- Михайлов А. Ю. Определение склонности инвестора к риску // Экономика и предпринимательство. — М., 2013. — № 4. — С. 528—531.
- Михайлов А. Ю. Оценка эффективности функционирования инвестиционных фондов // Финансовая аналитика: проблемы и решения. — М., 2012. — № 4. — С. 43-53.
- Михайлов А. Ю. Оценка эффективности функционировании инвестиционных фондов // Экономика и предпринимательство. — М., 2012. — № 4. — С. 116—121.
- Михайлов А. Ю. Методы оценки эффективности хеджирования на основе стандарта SFAS 133 // Финансовая аналитика: проблемы и решения. — М., 2012. — № 26. — С. 40-45.
- Михайлов А. Ю. Оценка эффективности функционирования инвестиционных фондов в России // Вестник Института Экономики РАН. — М., 2012. — № 5. — С. 121—129.
- Михайлов А. Ю. Расширение рынка деривативов // Мир новой экономики. — М., 2010. — № 7. — С. 33-43.

### Книги, участие в создании монографий
- Machine Learning Forecasting of Russian Economy, Energy Cooperation and Crypto Asset Fair Value. A. Mikhaylov — Vienna: Premier Publishing s.r.o., 2021. ISBN 978-3-903197-26-8
- Capital and Crypto Markets: Institutional Investor Behavior and Strategies. A. Mikhaylov. — Vienna: Premier Publishing s.r.o. 2019. ISBN 978-3-903197-60-2.
- Рынки капитала и криптоактивов: тренды и поведение инвесторов : монография / А. Ю. Михайлов. — Москва : ИНФРА-М, 2020. — 220 с. — (Научная мысль). — DOI 10.12737/996398.
- Финансовые рынки в условиях цифровизации. Монография / Криничанский К. В. (под ред.) — Москва: Русайнс, 2020. — 376 с. (Раздел 6.4)
- Инвестиционная деятельность банка // учебник // Соколинская Н. Э., Халилова М. Х., Михайлов А. Ю. — М.: , 2019. — 397 с.
- Современная теория денег. Том 1. Исследование на эндотерическом уровне. (Бакалавриат). Монография / Абрамова М. А. (под ред.) — Москва: Русайнс, 2020. — 216 с. ISBN 978-5-4365-5390-0.
- Современная теория денег. Том 1. Исследование на эндотерическом уровне. (Бакалавриат). Монография / Абрамова М. А. (под ред.) — Москва: Русайнс, 2020. — 216 с. ISBN 978-5-4365-5390-0.
- Современная теория денег. Том 2. Исследование на функциональном уровне (Бакалавриат). Монография / Абрамова М. А. (под ред.) — Москва: Русайнс, 2021. — 208 с. ISBN 978-5-406-08636-0.
- Современная теория денег. Том 3. Денежная система. Монография / Абрамова М. А. (под ред.) — Москва: Русайнс, 2022. — 194 с. ISBN 978-5-406-09996-4.
- Инвестиционная деятельность банка // учебник // Соколинская Н. Э., Халилова М. Х., Михайлов А. Ю. — М.: , 2019. — 397 с. ISBN 978-5-406-01407-3
- Финансовые рынки и банки-2018. Монография.: кол. авторов // под ред. Лаврушина О. И., Халиловой М. Х., М.: КНОРУС, 2019 // Кельмаева А. С., Михайлов А. Ю. Операции Банка России с ценными бумагами как инструмент денежно-кредитной политики. С. 169—190.
- Производные финансовые инструменты: Учебное пособие / Михайлов А. Ю. — М.:НИЦ ИНФРА-М, 2018. — 54 с.: 60x90 1/16. — (Высшее образование: Магистратура). ISBN 978-5-16-107300-1 (online).
- Современные проблемы и перспективы развития финансовых рынков и банков: монография / Н. Э. Соколинская. — Москва : КноРус, 2018. — 241 с. — ISBN 978-5-406-06235-7.
- Финансовый инжиниринг: Учебное пособие / Михайлов А. Ю. — М.:НИЦ ИНФРА-М, 2018. — 58 с.: 60x90 1/16. — (Высшее образование: Магистратура). ISBN 978-5-16-107301-8 (online).
- Технический анализ и трейдинг на финансовом рынке: учебное пособие / А. Ю. Михайлов. — М.: ИНФРА-М, 2020. — 97 с. ISBN 978-5-16-014681-2
- Управление портфелем в системе Thomson Reuters : учебное пособие / А. Ю. Михайлов. — Москва : ИНФРА-М, 2020. — 104 с. — (Высшее образование: Магистратура). — doi:10.12737/997026.— 92 с. ISBN 978-5-16-014680-5.
- Михайлов А. Ю., Данилина М. В. Особенности размещения активов институциональных инвесторов: монография. — Часть 1 // M: Русайнс, 2015. — 288 с.
- Михайлов А. Ю., Данилина М. В. Особенности размещения активов институциональных инвесторов: монография. — Часть 2 // M: Русайнс, 2015. — 340 с.
- Михайлов А. Ю., Данилина М. В. Аллокация активов институциональных инвесторов // M., 2015. — 417 с.
- Евразийский экономический союз (ЕАЭС): финансовая и промышленная политика / Под ред. И. Н. Рыковой. Коллективная монография. — М.: Научно-исследовательский финансовый институт. 2015. — 166 с.

## Критика
По мнению сетевого сообщества «Диссернет», 14 статей за авторством А. Ю. Михайлова (данные по состоянию на 20 апреля 2025 года) обладают признаками некорректности: 2 статьи классифицированы как «переводная публикация с заимствованиями», 12 — как «покупное соавторство».
В декабре 2024 года журнал Scientific Reports принял решение об отзыве (ретрагировании) двух статей, опубликованных в этом журнале в ноябре 2024 года. Причиной ретракций стало то, что имя автора-корреспондента Тамары Бродерик (или Бэверик) было использовано без её согласия.
В 2023 году журнал Evolutionary Intelligence ретрагировал статью А. Ю. Михайлова, опубликованную в 2020 году, поскольку «издатель обнаружил доказательства попыток повлиять на процесс рецензирования и доказательства того, что авторство этой статьи предлагалось за деньги до её публикации».
В 2020 году опубликованная годом ранее статья А. Ю. Михайлова была ретрагирована из журнала Investment Management and Financial Innovations. В сообщении о ретракции журнал называет причиной «плагиат и перефразирование русскоязычных первоисточников» («plagiarism and paraphrases from Russian-language sources»). По аналогичным причинам была отозвана и ещё одна статья А. Ю. Михайлова в том же журнале.